# 範囲の経済
範囲の経済（はんいのけいざい、英: economies of scope）とは経営学用語の一つ。企業が生産量を増加させたり事業を多角化した場合には、一製品や一事業あたりのコストを削減できるという概念。これは複数の製品を複数の企業で生産するよりも、複数の製品を一つの企業で生産した方がコストを削減できるようになるということから言われている。このことでコスト削減ができるようになるのは、複数の事業で同じ設備が共用できたり、コストをかける場合にでも複数の事業が存在したならば、複数の事業の分だけ必要となるような重複するコストを削減できるようになるためである。
「地域政策に適用すると「都市の規模に関係なく、特色を持った地域が交流・連携することによって、情報や知識を出し合い新たな価値を生み出すことができる」と言い換えることができる。」